# Iwan Petrowitsch Dolbnja
Iwan Petrowitsch Dolbnja (russisch Иван Петрович Долбня; * 31. Januarjul. / 12. Februar 1853greg. in Pinsk; † 2. Februarjul. / 15. Februar 1912greg. in St. Petersburg) war ein russischer Mathematiker und Hochschullehrer.

## Leben
Dolbnja, Sohn eines Unteroffiziers, verließ als Vierzehnjähriger das Pinsker Gymnasium und war dann Schreiber bei seinem Vater. Nachdem er 1870 die Reifeprüfung mit Auszeichnung bestanden hatte, studierte er in St. Petersburg als Stipendiat am Bergbau-Institut mit Abschluss bei Georgi Awgustowitsch Time 1875. Darauf absolvierte er eine Pädagogik-Ausbildung am 2. St. Petersburger Militärgymnasium.
Ab 1877 unterrichtete Dolbnja Mathematik am Orenburger Militärgymnasium und ab 1880 bis 1897 im Nischni Nowgoroder Kadettenkorps, wo Alexei Alexejewitsch Uchtomski ein ihm sehr zugewandter Schüler war.
Neben seiner Unterrichtstätigkeit bearbeitete Dolbnja Probleme pseudo-elliptischer Abelscher Integrale. Das Ziel war die Formulierung hinreichender Bedingungen für die logarithmische Darstellung elliptischer Integrale unter Verwendung einer Weierstraß-Funktion. Seine Ergebnisse waren genauer als die von Jegor Iwanowitsch Solotarjow und Ossip Iwanowitsch Somow. Auch bearbeitete er Algebraische Gleichungen im Hinblick auf die Bestimmung der Nullstellen.
1896 wurde Dolbnja vom St. Petersburger Bergbau-Institut eingeladen, eine Probevorlesung mit einem vorgegebenen Thema und eine zweite Vorlesung mit einem selbst gewählten Thema zu halten. In der Vorlesung mit dem vorgegebenen Thema sprach er über die Umwandlung einer Veränderlichen in Vielfachintegrale und in der zweiten freien Vorlesung über die Krümmung von Kurven im dreidimensionalen Raum. Darauf wurde er einstimmig zum Außerordentlichen Professor am Lehrstuhl für Höhere Mathematik gewählt. 1897 verteidigte er mit Erfolg seine Dissertation über die Theorie der Abelschen Integrale, worauf er Leiter des Lehrstuhls für Höhere Mathematik wurde. 1898 wurde er zum Ordentlichen Professor ernannt.
1903 beteiligte sich Dolbnja an den Beratungen über die Einrichtung einer Emeritierungskasse des Bergbau-Instituts.
1904 legte Dolbnja zusammen mit Wladimir Iwanowitsch Bauman, Karol Bohdanowicz, Leonid Iwanowitsch Lutugin, Wassili Wassiljewitsch Nikitin und Nikolai Nikolajewitsch Jakowlew seine Ämter nieder als Zeichen des Protests gegen die Relegation revolutionärer Studenten, bis diese Maßnahme 1906 wieder aufgehoben wurde. 1910 wurde Dolbnja Direktor des Bergbau-Instituts.
Dolbnja veröffentlichte seine mathematischen Arbeiten in französischen und russischen Zeitschriften bis zu seinem Tode. Ein Sammelband mit ausgewählten Aufsätzen aus französischen Zeitschriften erschien 1913 mit einem Vorwort von Gaston Darboux und einer Anmerkung von Dolbnjas Schüler Nikolai Mitrofanowitsch Krylow. Nach Daten des Mathematics Genealogy Project war Dolbnja der Begründer der zweitgrößten Familie von Mathematikern in der Welt (von 24 Familien) nach der von dem Mediziner Sigismondo Polcastro und vor der von Jean-Baptiste le Rond d’Alembert und der von Gottfried Wilhelm Leibniz.
Dolbnja wurde auf dem Smolensker Friedhof im russisch-orthodoxen Teil begraben.